# La Natividad de la Virgen (Francesco Albani)
La Natividad de la Virgen es una pintura del pintor Barroco italiano Francesco Albani, que se encuentra en la Sala VII de Santa Petronila en los Museos Capitolinos de Roma, Italia.

## Descripción
El retablo fue transferido de mural a lienzo en el siglo XIX. El historiador de arte boloñés Carlo Cesare Malvasia atribuye una Natividad de la Virgen a Albani. Fue pintado originalmente para el Oratorio de Santa María del Piombo en Bolonia, y está documentado allí al menos hasta 1598. El contemporáneo de Albani, Guido Reni también contribuyó con trabajos al oratorio. En 1797, el trabajo fue llevado a Francia, y regresó solo en 1815, siendo colocado en este museo en 1818.
La tela describe el Nacimiento de la Virgen, madre de Jesús. Este acontecimiento era generalmente descrito en escenas de veneración mariana. Mientras el Dogma de la Inmaculada Concepción no sería explícitamente declarado hasta 1854, incluso desde la antigüedad tardía, teólogos cristianos como Ambrosio de Milán y Agustín de Hipona, habían invocado el nacimiento excepcional de María, donde solo ella entre todas las mujeres habían nacido libres de pecado original. De ahí que, mientras los santos, en su tránsito a la gloria, o póstumamente después de su entrada a la gloria, podrían estar acompañados por ángeles, solo María, sería merecedora de un coro angélico en su nacimiento. María es típicamente representada en una familia acomodada.